# سارا ماكمانوس
سارا ماكمانوس (بالسويدية: Sara McManus)‏ هي لاعبة كرلنغ سويدية، ولدت في 13 ديسمبر 1991 في غوتنبرغ في السويد.

## وصلات خارجية
- سارا ماكمانوس على موقع الاتحاد الدولي للكرلنغ (الإنجليزية)
- سارا ماكمانوس على موقع اللجنة الأولمبية الدولية (الإنجليزية)
- سارا ماكمانوس على موقع أوليمبيديا (الإنجليزية)
- سارا ماكمانوس على موقع اللجنة الأولمبية السويدية (السويدية)